# Etienne de Poncher

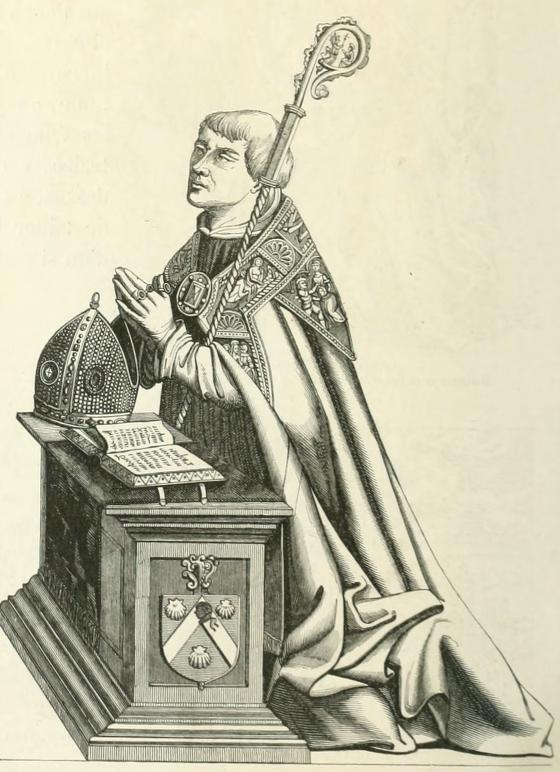

Wapenschild van de familie Poncher

Etienne de Poncher of Etienne Poncher (waarschijnlijk in Tours 1446 - Lyon, 24 februari 1525) was een Frans jurist, diplomaat, zegelbewaarder, alsook prelaat. Hij was in dienst van het Franse koningshuis Valois, zoals andere familieleden Poncher. Kerkelijk was Etienne Poncher achtereenvolgens kanunnik in Tours (tot 1485), bisschop van Parijs (1503 - 1519) en aartsbisschop van Sens (1519-1529). Hij was ook academisch actief als kanselier van de universiteit van Parijs.
Hij was de laatste bisschop van Parijs die verkozen werd door het kapittel van de Notre-Dame kathedraal. Zijn opvolger en neef François Poncher werd rechtstreeks door de paus benoemd tot bisschop van Parijs. De ambtelijke carrière van Etienne Poncher werd gefnuikt door zijn rivaal, en eveneens jurist, Antoine Duprat, de latere kardinaal Duprat.

## Tours (1446 - 1485)
In zijn beginjaren was Etienne Poncher kanunnik in het kapittel van de kathedraal van Tours. Zijn familie leefde in Tours en was grootgrondbezitter. Hij studeerde rechten in Tours. Zijn broer Louis zou zich later bezig houden met de financiën van koning Lodewijk XII, met name met diens kostelijke Italiaanse oorlogen. Zijn neef François zou Etienne volgen in de kerkelijke carrière.

## Parijs (1485 - 1519)

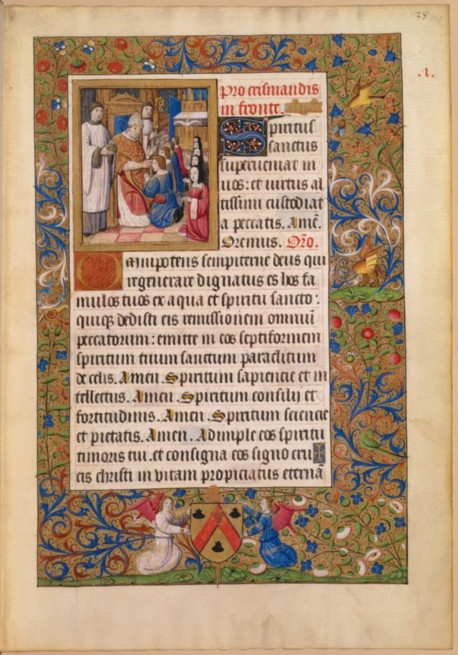
Bisschop Poncher en vormelingen in Parijs

### Parlement van Parijs
In 1485 werd priester Etienne Poncher tot klerk benoemd in het Parlement van Parijs, de hoogste rechtbank van het Franse koninkrijk. Als kerkelijk inkomen had hij enkele prebenden, onder meer een priorij in Orléans (nadat een nonkel-priester afstand deed van zijn prebende). Etienne Poncher was juridisch adviseur in meerdere processen en vanaf 1498 zat hij de onderzoekscommissie van het Parlement voor.

### Universiteit van Parijs
Koning Lodewijk XII benoemde hem in 1501 tot kanselier van de universiteit, wat hij meerdere jaren zal uitoefenen naast zijn andere taken. In deze academische functie correspondeerde Poncher met andere universiteiten in Europa, onder meer met Erasmus van Rotterdam.

### Bisdom
Onder druk van Lodewijk XII verkoos het kapittel van de Notre-Dame kathedraal Poncher tot bisschop van Parijs (1503-1519). Zoals het huidige bisdom meedeelt, verrichtte Poncher weinig kerkelijk werk. Hij hield zich bezig met het Parlement en de diplomatie. Van de tijd van Poncher is bekend dat hij alle parochies verplichtte op de 3de zondag van de Voorvasten een processie te houden naar de Notre Dame. Deze processies zag hij als een tegenprestatie voor het feit dat hij aan alle Parijzenaars het drinken van zuivelproducten dan toestond tijdens de vastentijd. Etienne Poncher was de laatste bisschop die, in middeleeuwse traditie nog, verkozen werd door het kapittel van de kathedraal. Na hem, namelijk zijn neef François Poncher, werd rechtstreeks door de paus aangesteld tot bisschop van Parijs. Het kapittel had niets meer te zeggen in de bisschopskeuze nadat het Concordaat van Bologna inderdaad was gesloten tussen Rome en de Franse Kroon (1516).

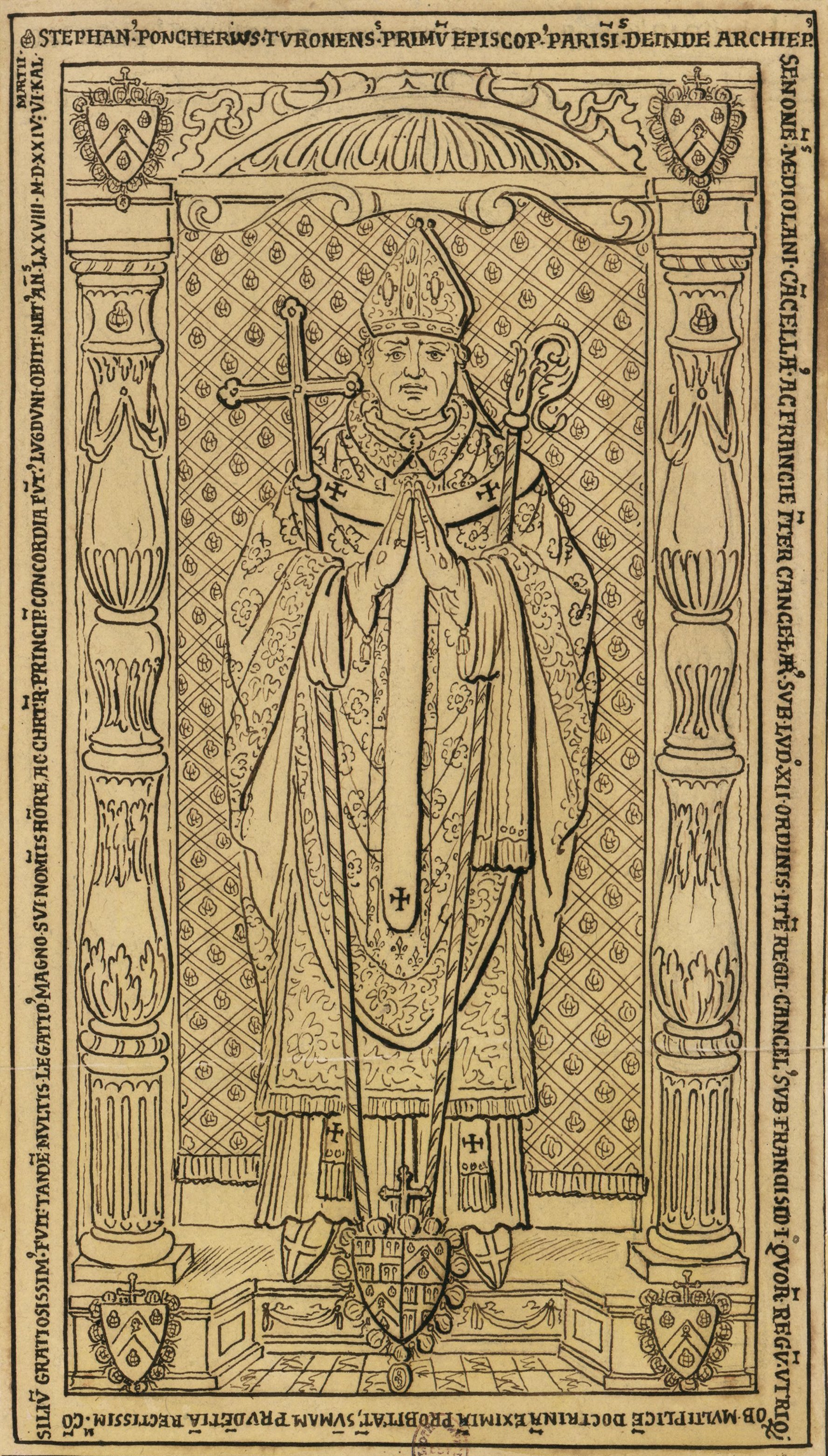
Graftombe in de kathedraal van Sens

### Diplomatie
Lodewijk XII zette Poncher in in diplomatieke missies, tijdens de Italiaanse oorlogen van Frankrijk. In 1503 werd Poncher kanselier van het hertogdom Milaan; later werd Poncher diplomaat in Italiaanse vorstendommen en verbleef hij nog maar weinig in Parijs. Lodewijk XII was onder de indruk van de welbespraaktheid van de jurist Poncher. Zo gaf Poncher juridisch en diplomatiek advies bij het huwelijkscontract van kroonprins Frans en prinses Claude. Koning Lodewijk XII beloonde Poncher met een belangrijk inkomen: de prebende van de rijke abdij van Fleury in Saint-Benoît-sur-Loire (1509). Poncher bemiddelde bij de paus voor de heiligverklaring van Franciscus van Paola. Hij ging op diplomatieke missie bij koning Jan III van Navarra. In 1516 schreef hij mee aan het vredesverdrag van Noyon. Kort nadien, in 1517, werd hij zaakgelastigde in Madrid. Met de rang van ambassadeur verbleef hij in 1518 aan het hof in Londen bij koning Hendrik VIII.

### Kanselarij (1512-1514)
In de jaren 1512 - 1514 was Poncher op het hoogtepunt van zijn politieke carrière in Parijs zelf. Hij was zegelbewaarder van Frankrijk, en zelfs plaatsvervangend kanselier tijdens de regering van koning Lodewijk XII. Aan deze aanstelling kwam een einde met de dood van Lodewijk XII op 1 januari 1515. De nieuwe koning, Frans I, kende Poncher weliswaar van gezamenlijke reizen in Italië doch schoof Poncher opzij. Koning Frans I werkte samen met Ponchers rivaal, de jurist Antoine Duprat. Poncher bleef wel nog in diplomatieke dienst van de koning, buiten Parijs (zie hoger).

## Sens (1519 - 1525)
In 1519 promoveerde Poncher tot aartsbisschop van Sens. Poncher verliet zijn laatste diplomatieke post in Londen. Koning Frans I stuurde hem hiermee definitief weg uit zijn hofhouding. Dit deed de koning ten voordele van Antoine Duprat, ondertussen een machtig prelaat in dienst van de Franse Kroon. Nog eenmaal mocht aartsbisschop Poncher een koninklijke opdracht uitvoeren: hij diende geleerden naar Parijs uit te nodigen (1525). Poncher, die kon buigen op belangrijke contacten met geleerden in Europa, deed dit. Poncher stierf in Lyon in 1529 en werd begraven in de kathedraal van Sens.
- Bibliothèque nationale de France: cb107127182 (data)
- Digitale Bibliotheek voor de Nederlandse Letteren: ponc005
- Gemeinsame Normdatei: 1052841201
- International Standard Name Identifier: 0000 0003 6795 4469
- Système universitaire de documentation: 159801249
- Virtual International Authority File: 233493311
- WorldCat: E39PBJkdqYdXGhbTXhYMx8b8G3